# المركز الوطني للفعاليات
المركز الوطني للفعاليات هو مركز حكومي سعودي تأسس بقرار مجلس الوزراء في مارس 2020.
يدير المركز (بالتكليف) المهندس/ فيصل بن سعيد بافرط  بالاضافة لإدارته الهيئة العامة للترفيه 

## أهداف المركز
- تطوير قطاع الفعاليات في السعودية إلى أقصى إمكانياته، في المجالات الترفيهية والرياضية والسياحية والثقافية كافة.
- تحفيز البيئة التنظيمية الأنسب لنمو القطاع وإثرائه بالتنسيق مع الجهات التنفيذية.
- تحسين الخدمات المقدمة لقطاع الفعاليات من خلال بناء نظام متجانس بين أصحاب المصلحة.
- تعزيز التكامل في التخطيط والتنفيذ لتحقيق الحد الأمثل من العوائد الاقتصادية والاجتماعية بما يضمن استدامة القطاع.[4]

## مبادرات المركز الوطني للفعاليات
- في يونيو 2021 أطلق المركز الوطني للفعاليات (منصة مطلوب) بهدف "تسهيل وتنظيم مشاركة الأفراد والشركات في فعاليات ومواسم السعودية، ليكونوا جزءاً منها، سواء كان من خلال طرح الأفكار، أو تقديم الخدمات، أو تنفيذ الفعاليات".[5]
- في ديسمبر 2021 دشن المركز الوطني للفعاليات (منصة أنجز) بهدف "تسهيل إصدار تصاريح الفعاليات بمختلف أنواعها الترفيهية والرياضية والثقافية، أو المعارض والمؤتمرات وغيرها من الفعاليات، وذلك بالتنسيق مع الجهات المشرعة والمنظمة والأمنية".[6]
- في نوفمبر 2022 أطلق المركز الوطني للفعاليات (منصة فعاليات السعودية) بهدف "تسهيل وسرعة وصول الزوار إلى مواقع الفعاليات في جميع مناطق المملكة، ومرجعاً في نشر المعلومات الخاصة بالفعاليات والمواسم التابعة للتقويم الوطني، إلى جانب بناء قاعدة بيانات تتيح الوصول لأكبر شريحة ممكنة".[7]